# Imae (métro de Séoul)
Imae (hangeul : 이매 ; hanja : 二梅) est une station de correspondance entre la ligne Suin–Bundang et la ligne Gyeonggang du métro de Séoul. Elle est située au 738 Seongnam-daero, quartier Imae-dong, dans l'arrondissement Bundang-gu de la ville Seongnam-si, sur le territoire de la province Gyeonggi-do, au sud-est de Séoul, en Corée du Sud.
Ouverte en 2004, elle devient une station de correspondance en 2016. La station est desservie par les rames qui circulent sur la ligne Suin–Bundang et par les rames qui circulent sur la ligne Gyeonggang.

## Situation sur le réseau

Plan du réseau (2023)

La station Imae est une station de correspondance entre la ligne Suin–Bundang et la ligne Gyeonggang du métro de Séoul :
sur la ligne Suin–Bundang, c'est une station souterraine située entre la station Seohyeon, en direction du terminus nord-ouest Incheon, et la station Seohyeon, en direction du terminus nord-est Incheon ;
sur la ligne Gyeonggang, c'est une station souterraine située entre la station Pangyo, terminus ouest, et la station Samdong en direction du terminus sud-est Yeoju.

## Histoire
La station imae est mise en service le 16 janvier 2004 sur une section déjà en service de la ligne Suin–Bundang, elle a été ajoutée du fait d'une évolution favorable de son environnement pour l'apport de nouveaux voyageurs.
Elle devient une station de correspondance le 24 septembre 2016 lors de l'ouverture à l'exploitation de la ligne Gyeonggang, les 55 km entre Pangyo et Yeoju.
Elle est déjà une station de correspondance lors de la création de la ligne Suin–Bundang, le 12 septembre 2020, par la fusion de la ligne Bundang et de la ligne Suin, reliées par un nouveau tronçon complété par l'utilisation en commun d'un tronçon de la ligne 4 du métro de Séoul.

## Services aux voyageurs

### Accès et accueil
La station souterraine est située au 738 Seongnam-daero, quartier Imae-dong. Elle dispose de neuf bouches, numérotées de 1 à 9, situées de part et d'autre de la Seongnam-daero et l'Imae-ro, à proximité du croisement de ces deux voies routières. Elle dispose d'automates pour les titres de transports et de divers autres commodités comme des toilettes. Des escaliers, escaliers mécaniques et ascenseurs permettent les circulations piétonnes entre la surface et les différents niveaux souterrains.

### Desserte

#### Station ligne Suin–Bundang
Imae est desservie par les rames omnibus qui circulent sur la ligne Suin–Bundang. Elle dispose de deux quais latéraux équipés de portes palières.

Installations ligne Suin–Bundang
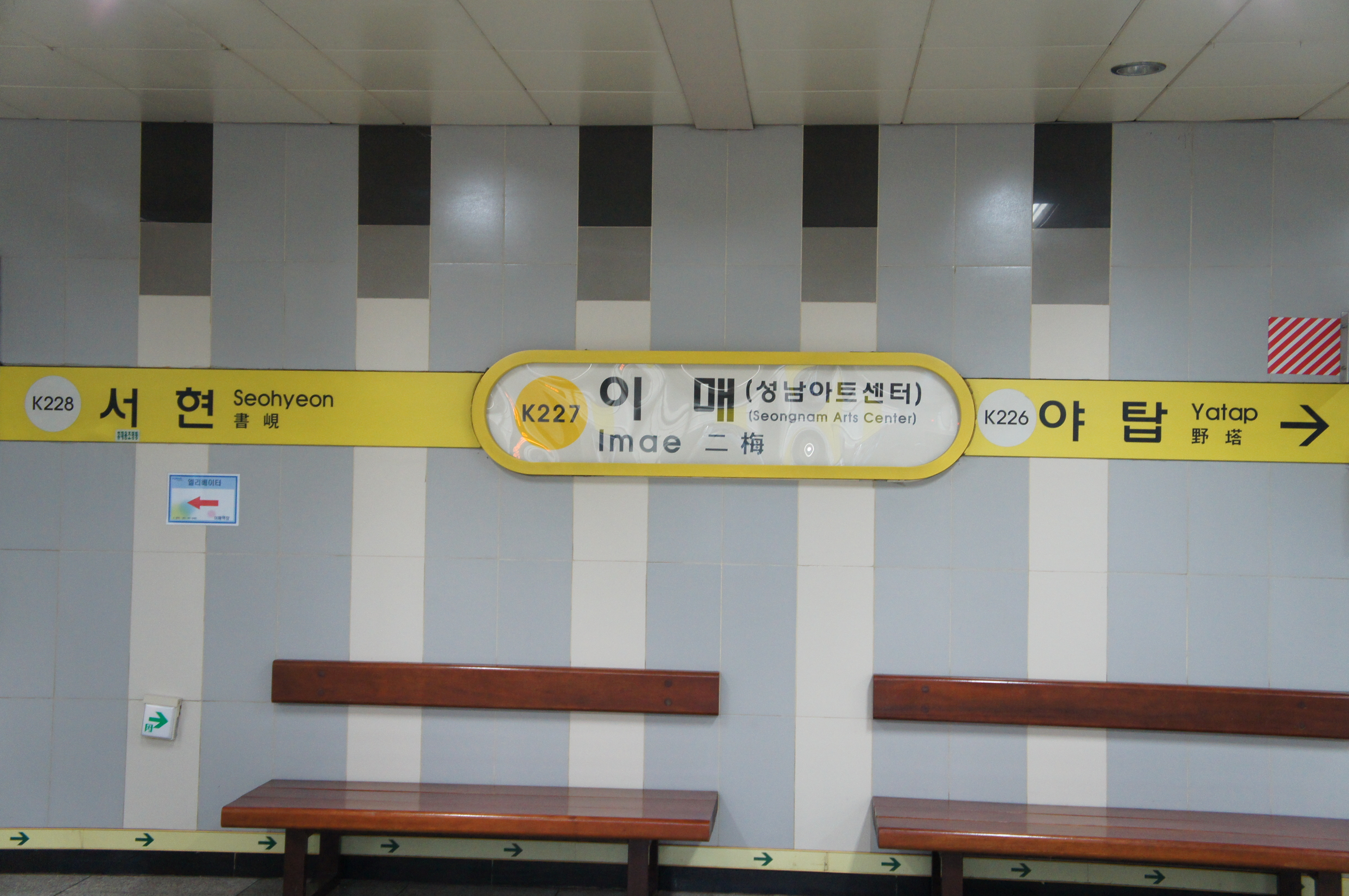
En 2013.
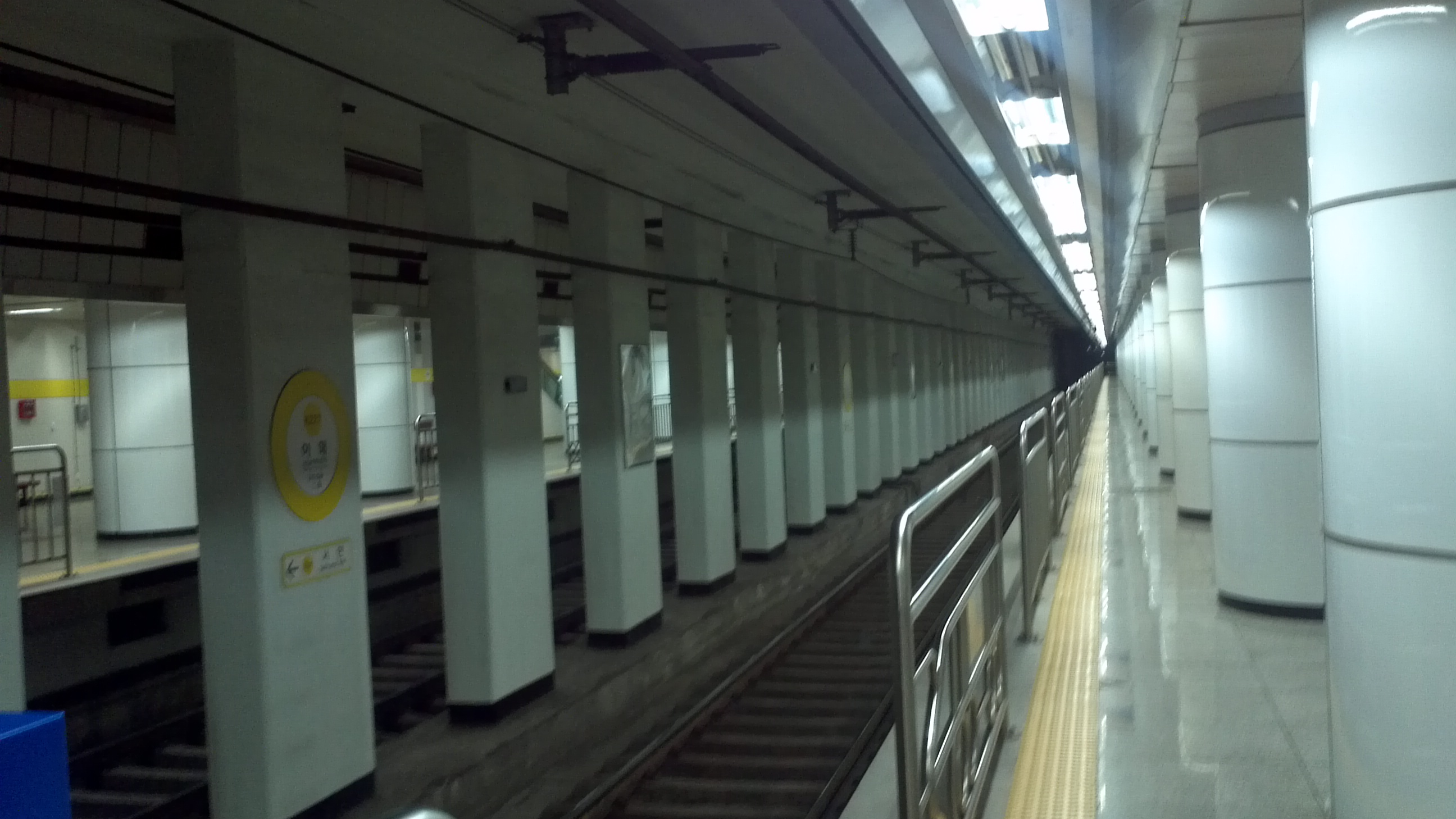
En 2012.

#### Station ligne Gyeonggang
Imae est desservie par les rames omnibus qui circulent sur la ligne Gyeonggang. Elle dispose de deux quais latéraux équipés de portes palières.

Installations ligne Gyeonggang
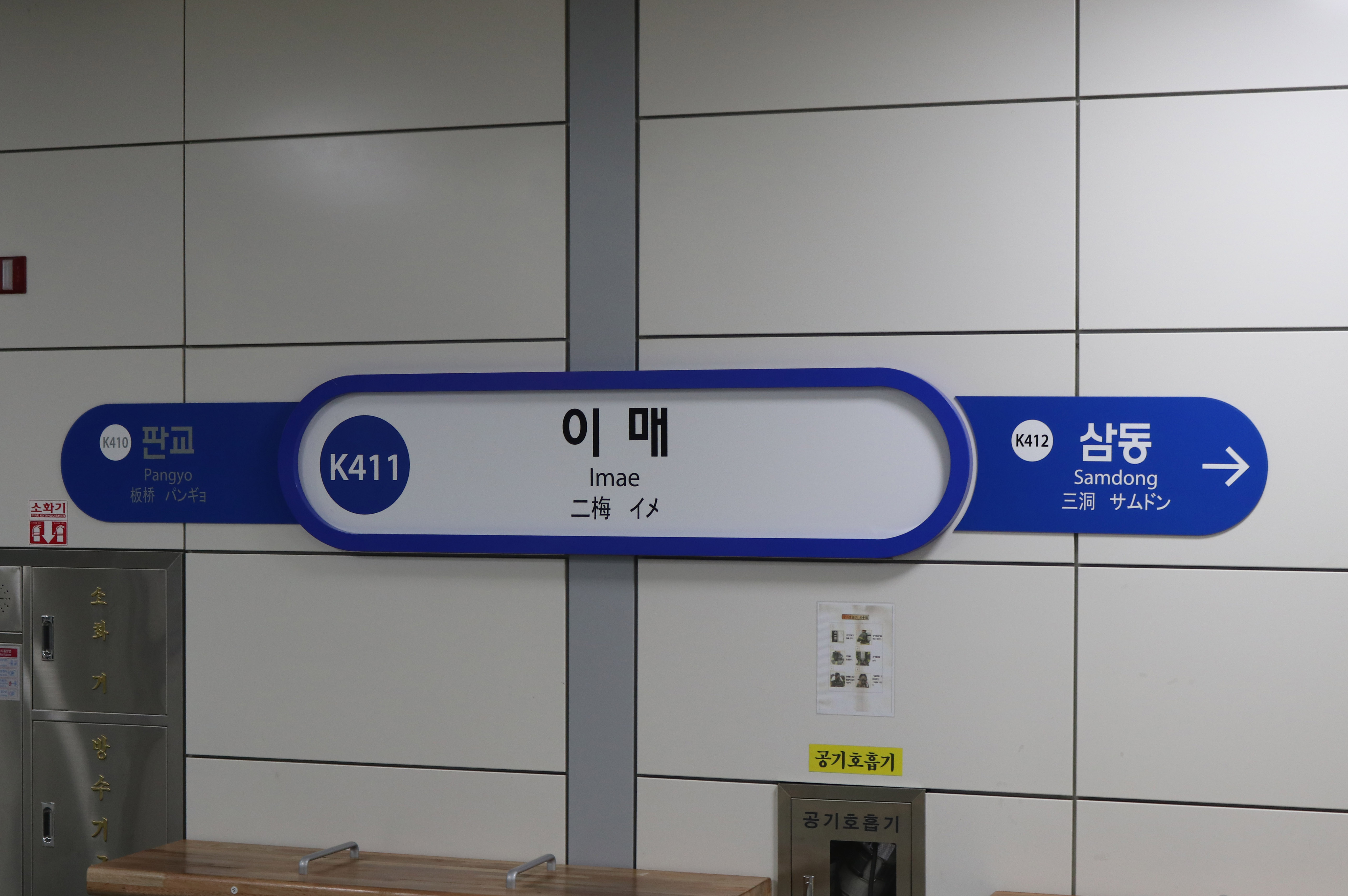
En 2017.
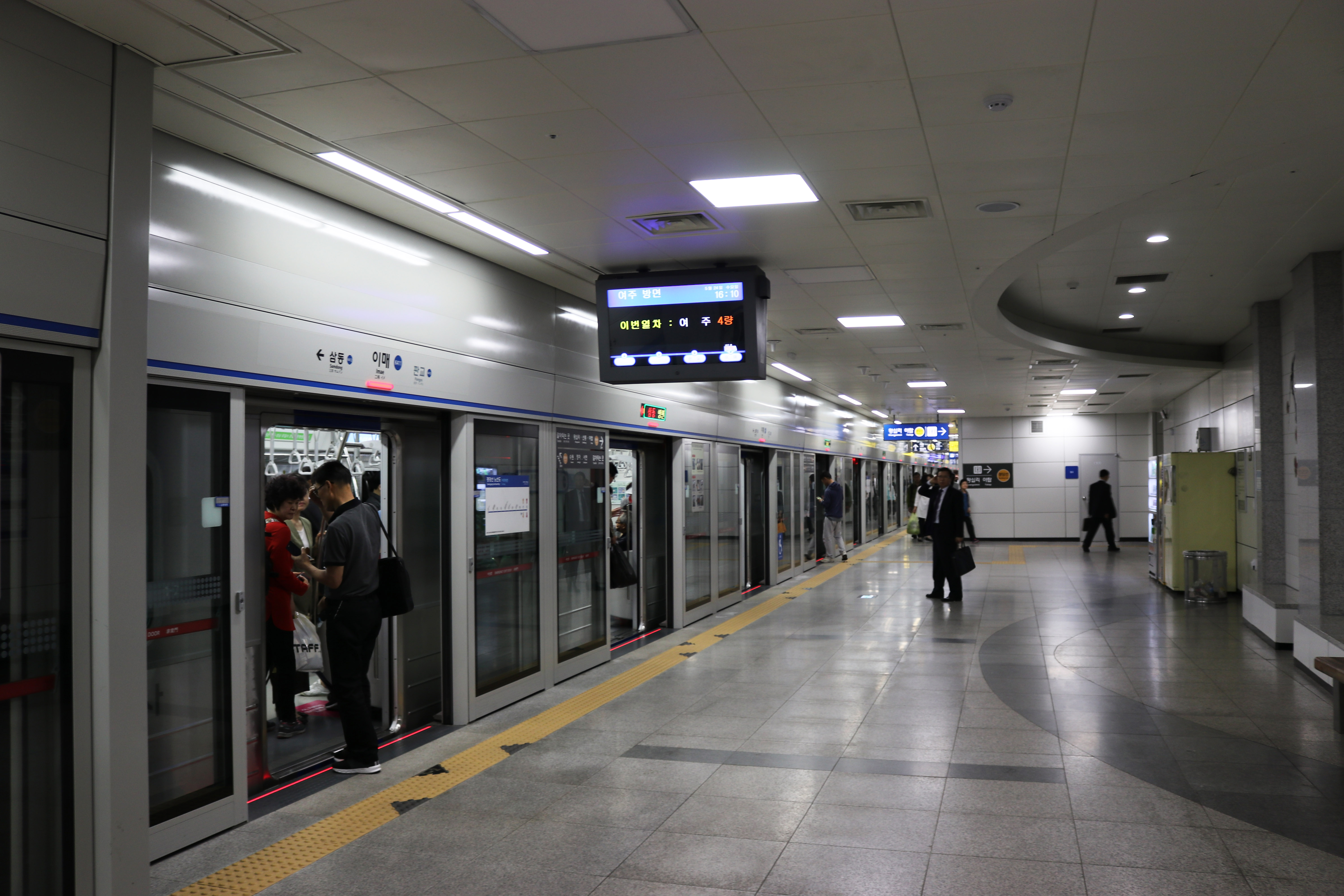
En 2017.

### Intermodalité
Des arrêts pour les bus sont situés à proximité.